# Пуне
18°31′25″ пн. ш. 73°50′52″ сх. д. / 18.52361° пн. ш. 73.84778° сх. д.

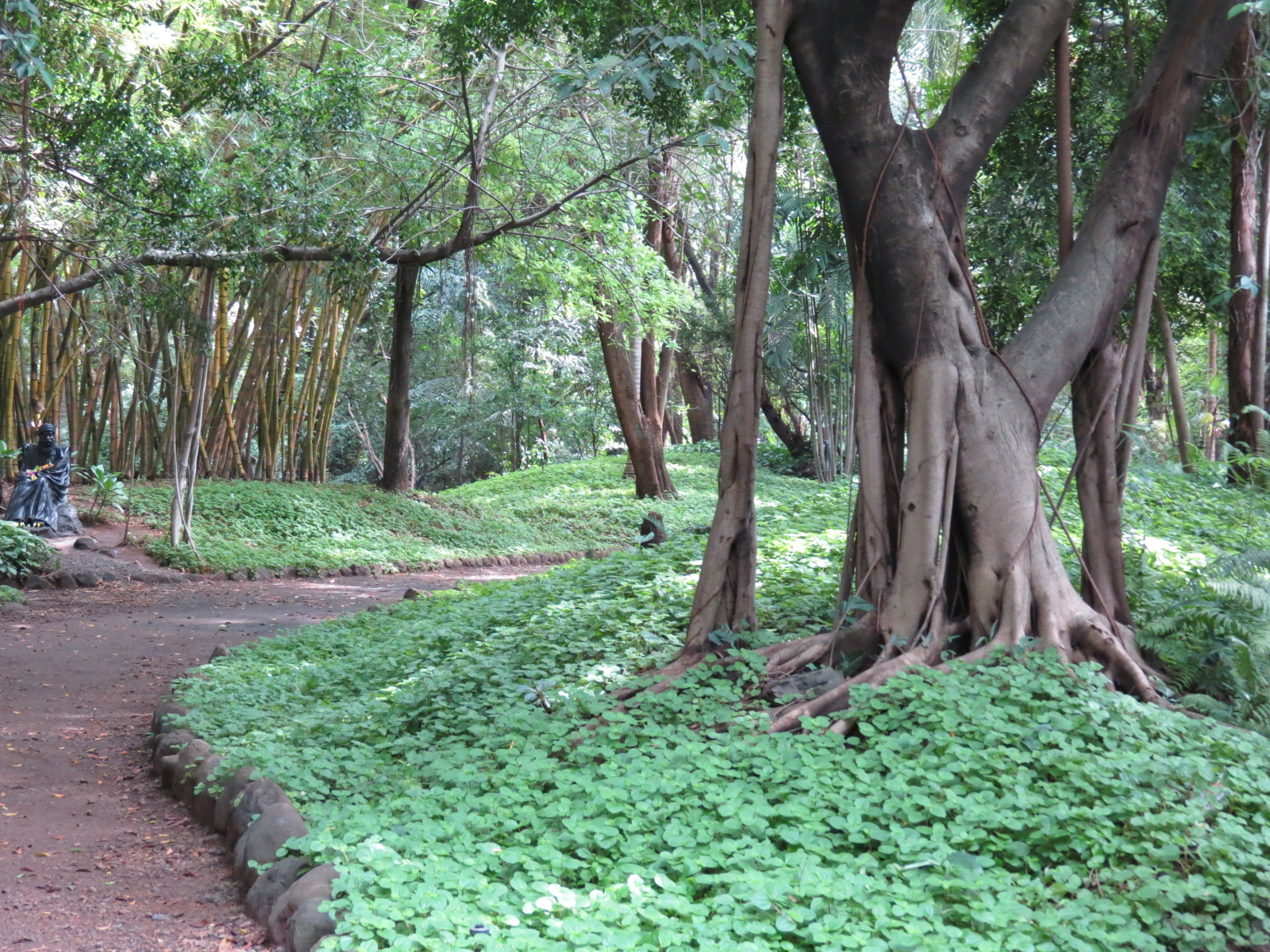
«Ошо Тирт» у парку Корегаон

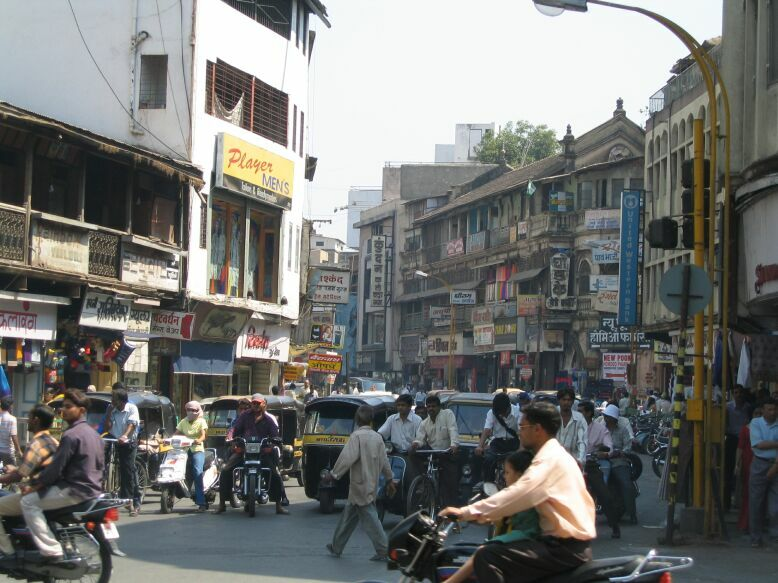
На вулицях Пуне

Пу́не (маратхі पुणे, англ. Pune), колишні назви Пунаваді, Пуна — восьме за населенням місто Індії, розташоване за 150 км на південний схід від міста Мумбаї. Населення Пуне з околицями становить близько 5 мільйонів 695 тисяч осіб (станом на 2008 рік), площа міста з околицями 450.69 км2. Найкращий час для відвідин — з вересня до середини червня. Місто розміщене на плато Декан. Прекрасні форти на вершинах пагорбів — все в межах легкої досяжності. Пуне справедливо вважається «Оксфордом» і «Детройтом» Азії. В місті використовуються чотири мови — маратхі, гінді, гуджараті та англійська мови. Містом близнюком Пуне є Пімпрі-Чінчвад. В місті знаходиться залізнична станція Пуне.

## Пам'ятки
Колись це була столиця Шиваджі, великого правителя Марата, центр маратхської держави, але в 1818 році її захопили англійці, і відтоді вона розвивалася як типово військове місто. Пуна стала центром багатьох індуських рухів за соціальні реформи. Стрімка індустріалізація значно змінила обличчя міста.
В Пуне знаходиться музей Раджа Дінкар Келкар, де виставлена приватна колекція Дінкара Келкара. Її основу складають предмети традиційного індійського мистецтва. Дуже цікавими є сам палац, побудований з тесаного каменю, двері храму, знайдені під час розкопок, гончарні вироби, вік яких 2 тис. років, традиційні індійські лампи, мініатюри XVII століття.
В Пуне міститься теж Палац Аґа Хана з італійськими арками і просторими, приглянутими лугами. В центрі Пуне стоїть храм Паталешвар, витесаний з кам'яної брили. Храм діє і понині.
За 25 км від Пуне на вершині пагорба стоїть фортеця Сімха Гад («замок лева»). Інші фортеці, побудовані в часи Шіваджі поблизу Пуне, це — Раджгарх, Торна, Пурандер, Шівнері.
Палац Шанварвада, побудований в 1736 р., служив колись резиденцією правителів з династії Пешва, які успадкували імперію Шіваджі. Сильна пожежа 1827 р. знищила більшу частину палацу, залишивши тільки старі замкові стіни, величезні ворота, стави з лотосами і стійкий фундамент палацу.
Храм Парваті стоїть на вершині пагорба в околицях міста. Колись це був приватний храм правителів з династії Пешва.

## Парк Корегаон
Сучасне обличчя Пуни — парк Корегаон, простягається вздовж річки Мула-Мута. З 1970-х років ця територія характеризується високими баньянами. Житловий район Корегаон Парк прославився суперечливим духовним гуру Раджнішем, який пізніше став відомим як Ошо. Ашрам Раджніша, який він заснував тут у 1974 році, тепер називається Osho International Meditation Resort (Міжнародний медитаційний курорт Ошо), є головною визначною пам'яткою.
Міжнародний медитаційний курорт Ошо, один із найбільших у світі духовних центрів, розташований у парку Корегаон і приваблює відвідувачів із понад ста країн. Медитаційний курорт щороку організовує фестиваль музики та медитації під час дощів, відомий як Osho Monsoon Festival (Фестиваль мусонів Ошо). У заході беруть участь відомі художники з усього світу.

## Господарство
В Пуне знаходяться великі та важливі підприємства таких фірм як: Баджадж Авто, Бгарат Фордж Лтд., Daimler AG, Tata Motors, TCS, Уерлпул, Інфосис, Віпро, САС, Авая, Верітас Софтвер, L&T InfoCrap. Розвинені теж волоконна, металообробна, автомобільна, паперова, хімічна, електронна, поліграфічна, шкіряна та мебельна промисловості.

## Клімат
Пуне має спекотний семіаридний клімат (BSh за класифікацією кліматів Кеппена) з елементами саванного клімату (Aw). У Пуне спостерігаються три виражених сезони: літо, сезон мусонів і зима. Літо зазвичай триває з середини березня по червень, часто продовжуючись до 15 червня, причому максимальна температура іноді досягає 42 °C. Найспекотніший місяць у Пуне — травень, в цьому місяці на місто часто обрушуються пилові бурі. Навіть у найспекотніші місяці ночі зазвичай прохолодні через велику висоту Пуне. Найвища температура (43,3 °C) зареєстрована 30 квітня 1897 року.
Сезон мусонів триває з червня по жовтень, з помірними опадами і температурами від 22 до 28 °C. Велика частина з 722 мм річних опадів випадає в період з червня по вересень, а липень — найвологіший місяць року.
Денна температура коливається близько 26 °C, а вночі температура знижується нижче 9 °C, протягом більшої частини грудня і січня часто знижується до 5-6 °C. 17 січня 1935 року зареєстрована найнижча температура (1,7 °C).
| Клімат Пуне | Клімат Пуне | Клімат Пуне | Клімат Пуне | Клімат Пуне | Клімат Пуне | Клімат Пуне | Клімат Пуне | Клімат Пуне | Клімат Пуне | Клімат Пуне | Клімат Пуне | Клімат Пуне | Клімат Пуне |
| Показник | Січ.        | Лют.        | Бер.        | Квіт.       | Трав.       | Черв.       | Лип.        | Серп.       | Вер.        | Жовт.       | Лист.       | Груд.       | Рік         |
| Абсолютний максимум, °C | 35,3        | 38,9        | 42,8        | 43,3        | 43,3        | 41,7        | 36,0        | 35,0        | 36,1        | 37,8        | 36,1        | 35,0        | 43,3        |
| Середній максимум, °C | 30,3        | 32,8        | 36,0        | 38,1        | 37,2        | 32,1        | 28,3        | 27,5        | 29,3        | 31,8        | 30,5        | 29,6        | 32,0        |
| Середня температура, °C | 20,5        | 22,0        | 25,6        | 28,8        | 29,7        | 27,4        | 25,3        | 24,5        | 25,1        | 25,0        | 22,3        | 20,2        | 24,7        |
| Середній мінімум, °C | 11,4        | 12,7        | 16,5        | 20,7        | 22,5        | 22,9        | 22,0        | 21,4        | 20,7        | 18,8        | 14,7        | 12,0        | 18,0        |
| Абсолютний мінімум, °C | 1,7         | 3,9         | 7,2         | 10,6        | 13,8        | 17,0        | 18,9        | 17,2        | 13,2        | 9,4         | 4,6         | 3,3         | 1,7         |
| Норма опадів, мм | 0           | 0.5         | 5.3         | 16.6        | 40.6        | 116.1       | 187.2       | 122.3       | 120.1       | 77.9        | 30.2        | 4.8         | 721.7       |
| Вологість повітря, % | 56          | 46          | 36          | 36          | 48          | 70          | 79          | 82          | 78          | 64          | 58          | 58          | 59.3        |
| --- | ----------- | ----------- | ----------- | ----------- | ----------- | ----------- | ----------- | ----------- | ----------- | ----------- | ----------- | ----------- | ----------- |
| Джерело: Pune / India Meteorological DepartmentEver Recorded Maximum Temperature, Minimum Temperature and 24 Hours Heaviest Rainfall upto 2010 (WEB-Archive) |             |             |             |             |             |             |             |             |             |             |             |             |             |